# داريل جاكسون (لاعب كرة قاعدة)
داريل جاكسون (بالإنجليزية: Darrell Jackson)‏ هو لاعب كرة قاعدة أمريكي، ولد في 3 أبريل 1956 في لوس أنجلوس في الولايات المتحدة.

## وصلات خارجية
- داريل جاكسون على موقعبيزبول رفرنس.كوم (الدوري الرئيسي) (الإنجليزية)
- داريل جاكسون على موقعبيزبول رفرنس.كوم (الدوري الثانوي) (الإنجليزية)
- داريل جاكسون على موقع مشجعي الرسوم البيانية (الإنجليزية)